# قصور جارات الدرق الكاذب
قصور جارات الدرق الكاذب أو قُصورُ الدُّرَيقِيَّةِ الكاذِب هي حالة ترتبط بالمقام الأول بمقاومة انسجة الجسم للهرمون الجار درقي. مما يؤدي إلى انخفاض تركيز  الكالسيوم وارتفاع نركيز الفوسفات في الدم، مع ارتفاع في مستوى هرمون الغدة الدرقية (PTH)(بسبب انخفاض مستوى الكالسيوم في الدم). سبب نشوء المرض مرتبط بخلل وظيفي  في  ابروتين ج  (و على وجه الخصوص، وحدة الفا الفرعية المحفزة).وهذه الحالة  حالة نادرة للغاية، حيث يقدر معدل انتشار العام 7.2/1,000,000 أو ما يقرب من 1/140000.

## الأنواع
وتشمل الأنواع:
| النوع    | الوصف | OMIM   | الجينات      |
| -------- | --- | ------ | ------------ |
| النوع 1a | وتتميز بالنمط الظاهري الذي يشمل (حَثَلٌ عَظْمِيٌّ دُرَيقِيُّ المَنْشَأ، حثل البرايت العظمي الوراثي )، بما في ذلك قصر العظم السنعي الرابع والخامس والوجوه المُسْتَدِيرة.ونمط الوراثة هو على الارجه وراثة صبغية جسدية سائدة. كما يرتبط هذا النوع بمقاومة الانسجة لهرمون تحفيز الغدة الدرقية. | 103580 | GNAS1        |
| النوع 1b | يفتقر إلى المظهر الجسدي من نوع 1a, ولكنه مشابه له من الناحية البيوكيميائية. حيث أنه يرتبط بمشاكل في عملية إضافة مجموعة الميثيل. | 603233 | GNAS1, STX16 |
| النوع 2  | يفتقر إلى المظهر الجسدي من نوع 1a. الخلل الجيني في هذا النوع موجود بعد عملية ارتباط الهرمون بالمستقبل، لذلك فانه يوجد استجابة طبيعية لهرمون الغدة الدرقية PTH من ناحية إنتاج الcAMP الرغم من وجود خلل في تنظيم الكالسيوم.                                              | 203330 | ?            |

من الناحية الكيميائية فان النوع الأول والثاني متشابهين، ولكن يمكن التمييز بينهما من خلال اختلاف الإفراز البولي لأُحادِيُّ فُسْفاتِ الأدينُوزين الحَلَقِي"cyclic AMP" استجابة لوجود هرمون الغدة الدرقية  PTH من مصادر خارجية.
بعض المصادر تشير أيضا إلى «نوع 1c».

## الحالات ذات الصلة
مصطلح قُصورُ الدُّرَيقِيَّةِ الكاذِبُ الكاذِب "pseudopseudohypoparathyroidism " يستخدم لوصف حالة المريض التي  يكون فيها الفرد لديه النمط الظاهري لنوع 1a  , ولكنه طبيعي من الناحية البيوكيميائية.
| الحالة                      | الحالة                      | المظهر                | مستويات الPTH | الكالسيتريول | الكالسيوم | الفوسفات | النسخ الجيني                        |
| --------------------------- | --------------------------- | --------------------- | ------------- | ------------ | --------- | -------- | ----------------------------------- |
| نقص نشاط جارات الدرق        | نقص نشاط جارات الدرق        | طبيعي                 | منخفضة        | منخفضة       | منخفضة    | عالية    | لا ينطبق                            |
| قُصورُ الدُّرَيقِيَّةِ الكاذِب        | النوع 1A                    | عيوب في الهيكل العظمي | عالية         | منخفضة       | منخفضة    | عالية    | خلل الجينات من الأم (GNAS1)         |
| قُصورُ الدُّرَيقِيَّةِ الكاذِب        | النوع 1B                    | طبيعي                 | عالية         | منخفضة       | منخفضة    | عالية    | خلل الجينات من الأم (GNAS1 و STX16) |
| قُصورُ الدُّرَيقِيَّةِ الكاذِب        | النوع 2                     | طبيعي                 | عالية         | منخفضة       | منخفضة    | عالية    | ?                                   |
| قُصورُ الدُّرَيقِيَّةِ الكاذِبُ الكاذِب | قُصورُ الدُّرَيقِيَّةِ الكاذِبُ الكاذِب | عيوب في الهيكل العظمي | طبيعي         | طبيعي        | طبيعي     | طبيعي    | الخلل الجيني من الأب                |

## عرض المرض والتَّشْخيصُ التَّفْريقِيّ
المرضى قد يظهروا اعراض  نقص كلس الدم بما في ذلك تشنج العضلات الرسغي القدمي، التشنج، التكزز، وإذا كان نقص الكالسيوم شديد، فان المريض قد يعاني من نوبات معممة.معدل  االذكاء عادة ما ينخفض قليلا أو قد لا يتأثر. بعض السمات الإضافية تشمل قصر القامة والسمنة وتأخر في النمو، تكلس العُقَدُ القاعِدِيَّة في أعماق المادة البيضاء من الدماغ.
نوع 1a من قُصورُ الدُّرَيقِيَّةِ الكاذِبُ الكاذِب يكون واضح سريريا من خلال ارتشاف العظم مع وجود قصر في العظم السنعي الرابع والخامس والوجوه المُسْتَدِير، بالإضافة إلى ان عظام مشط اليد وخاصة الاصبع الرابع والخامس تكون اقل حدة ويكون ذلك واضحا عند اغلاق قبضة اليد. هذه الاعراض معروفة باسم علامة  'مفصل مفصل نقرة نقرة' (علامة أرشيبالد). وهي تخلتلف عن  متلازمة تيرنر التي تتميزبتصد فقط  في المفصل الرابع ومتلازمة داون، التي تتميز ب نقص مرونة السُّلامَى الوُسْطَى.

## النتائج الكيميائية الحيوية
- نقص كلس الدم
- فرط فوسفاتاز الدم
- ارتفاع هرمون الغدة الدرقية (فرط الدريقات)
- انخفاض مستويات الكالسيتريول [11]